# Macquarieaalscholver
De Macquarieaalscholver (Leucocarbo purpurascens, synoniem: Phalacrocorax purpurascens) is een vogel uit de familie Phalacrocoracidae (Aalscholvers).

## Verspreiding en leefgebied
Deze soort is endemisch op Macquarie-eiland, een eiland in de Zuidelijke Oceaan ten zuidoosten van Tasmanië.

## Status
De macquarieaalscholver komt niet als aparte soort voor op de lijst van het IUCN, maar is daar een ondersoort van de keizeraalscholver (L. a. purpurascens).